# Rakoto Frah
Pour les articles homonymes, voir Rakoto.
Philibert Rabezoza Rakoto dit Rakoto Frah, né en 1923 et mort le 23 ou le 29 septembre 2001, est un flûtiste et compositeur de musique traditionnelle malgache. Il est reconnu internationalement comme le plus grand joueur de flûte sodina de son temps et fut de son vivant l'ambassadeur le plus connu du hira gasy (ou vakodrazana), la musique du peuple des hauts plateaux de Madagascar.

## Biographie
Rakoto Frah est le fils d’un chanteur de la Cour royale et commença à jouer dans des groupes de hira gasy dès l'âge de dix ans et lors de fêtes rituelles comme le famadihana (retournement des morts). On lui doit plus de 700 chansons,.
Parallèlement, Rakoto Frah a joué et/ou enregistré dans le monde entier avec de nombreux musiciens et leaders de world music ou de jazz internationalement reconnus tels que Paul Simon, Manu Dibango, les Ladysmith Black Mambazo, David Lindley, Henry Kaiser, les Mahaleo, Feo-Gasy et Erick Manana.
Musicien infatigable et toujours souriant, il a joué de la flûte jusqu'à son dernier souffle à 78 ans (il a encore enregistré un album un an avant sa mort en 2001).
Connu pour ses qualités humaines et sa grande humilité, il n'a jamais, malgré sa renommée, quitté sa demeure installée dans le quartier d'Isotry, le plus populaire d'Antananarivo. Sa popularité à Madagascar était telle que son visage figurait sur les billets de 200 ariary (anciennement 1 000 francs malagasy), billets qui valent aujourd'hui de l'or.

## Discographie
- 1988 : Flute Master of Madagascar (Globestyle)
- 1988 : Souffles de vie (Musikela)
- 1989 : The Art of Rakoto Frah & Randafison Sylvestre (Japon, JVC)
- 2000 : Chants et Danses en Imerina (Arion Music)
- 2001 : Madagascar Pays Merina (Ocora Radio France)

## Filmographie
- La Sodina de Camille Marchand, GREC, 1997, 18 min[6]
- Hiragasy -To tragoudi tis Madagaskaris (Song of Madagascar) de Theodoros Koutsoulis, 2007 (Grèce)